# IC 2088
IC 2088 је емисиона маглина у сазвјежђу Бик која се налази на листи објеката дубоког неба у Индекс каталогу.
Деклинација објекта је + 27° 16' 0" а ректасцензија 4h 43m 0,0s. IC 2088 је још познат и под ознакама CED 39.